# Ángela Ragno
Ángela Ragno (Buenos Aires; 16 de agosto de 1931- Buenos Aires; 15 de abril de 2024) fue una actriz argentina de cine, teatro y televisión.

## Carrera
Actriz de trayectoria teatral, ha incursionado esporádicamente en cine y televisión siempre con roles de reparto. Estudió desde chica en el Liceo de Señoritas Potosí y egresó de la Universidad Nacional de las Artes. 
Realizó talleres de formación actoral con Agustín Alezzo durante seis años, de Expresión oral para Actores con Hedy Crilla durante dos años, en talleres de técnicas actorales con Verónica Oddó y Juan Carlos Gené, de máscara neutra con Cristina Moreira, de Expresión Oral en Verso con Inda Ledesma. de Metodología de actuaciones Comparadas, Strasberg, Layton y Grotowski con Giusi Danzi y de Relatos de cuentos con Pastoriza de Etchebarne y Ana Padovani. 
En la pantalla grande se la vio junto a primeras figuras como China Zorrilla, Selva Alemán, Hugo Arana, Graciela Dufau, Miguel Ángel Solá, Oscar Martínez, Héctor Alterio, Cecilia Roth y Tina Serrano. Entre sus papeles se destacan la de la Señora Ungaro en la controvertida La Noche de los Lápices (1986) junto con Alejo García Pintos, Pablo Novak, Adriana Salonia, Pepe Monje y Leonardo Sbaraglia. Intervino en el papel de una casera en Sotto voce (1996) con Lito Cruz, Patricio Contreras y Norma Pons. De la mano de eximios directores como Alejandro Doria, María Luisa Bemberg, Héctor Olivera, Mario Levin y Carlos Galettini. Su última aparición fue en el año 2009 con la película El cielo elegido, protagonizada por Juan Minujín y Osvaldo Bonet.
En televisión trabajó en ciclos y ficciones como La Cenicienta (1983), ciclo de programas unitarios basado en cuentos clásicos infantiles y protagonizado por Soledad Silveyra, en María de nadie (1985) protagonizado por Grecia Colmenares, Jorge Martínez, la primera actriz Hilda Bernard y Cecilia Cenci. También participó en Amor sagrado (1996), también junto a la pareja Colmenares-Martínez
En las producciones de Cris Morena participó en Chiquititas, Verano del 98, Floricienta y Casi ángeles (2007-2010) donde destacó interpretando a la anciana Esperanza Bauer. 
En teatro actuó en infinidades de obras dramáticas con roles principales o de secundarios.
El 27 de agosto de 2012, en el Teatro Tabarís, la Fundación SAGAI le entregó el Premio «Reconocimiento a la Trayectoria 2012» a figuras del medio audiovisual mayores de 80 años.

## Filmografía
- 2020: El robo del siglo.
- 2009: El cielo elegido
- 2008: El nido vacío
- 2006: La visita (cortometraje)
- 2005: No vayas por el camino más corto (cortometraje)
- 2003: Vecinas (cortometraje)
- 1996: Sotto voce
- 1996: Besos en la frente
- 1995: De amor y de sombra
- 1986: La Noche de los Lápices
- 1984: Los chicos de la guerra
- 1980: Momentos
- 1979: La isla

## Televisión
- 2019: El Tigre Verón.
- 2011: El puntero.
- 2007 - 2010: Casi ángeles.
- 2005: Floricienta.
- 2004: Epitafios.
- 2003: Costumbres argentinas.
- 1999: Verano del 98.
- 1997 - 1998: Chiquititas
- 1996: Amor sagrado.
- 1994: Montaña rusa.
- 1994: Aprender a volar.
- 1992: ¡Grande, pá!.
- 1987: Tu mundo y el mío.
- 1987: Hombres de ley
- 1985: María de nadie.
- 1983: La Cencienta.

## Teatro
- ¡Jettatore! (2012/2013)
- El largo adiós (2010)
- Voces de Familia (2010)
- El largo adiós (2009)
- Las González (2009)
- Cremona (2008)
- Emma Bovary (2004/2005)
- Guernica, un llamado a la memoria (2003)
- La venganza de Don Mendo (2002)
- Margarita (2001)
- Haroldo y Ana (1992) de Alfredo Zemma, con Dora Baret, Jorge D'Elía, Carolina Fal y Miguel Ruiz Díaz.
- Caídos del cielo (1990)
- Nada más triste que un payaso muerto (1983)[5]

## Nominaciones
- Premio Talía: Mejor actriz de reparto por Despertar de primavera de Wedekind.
- Premio Estrella de Mar: Mejor actriz protagónica por En boca cerrada de Juan C. Badillo.
- Premio ACE: Mejor actriz de reparto por Danza de Verano de B. Frield.
- Premio MUNICIPAL GREGORIO DE LAFERRÈRE y Premio FLORENCIO SÁNCHEZ: Mejor actriz de reparto por "Danza de Verano" de B. Frield.